# Бермудские Острова на летних Олимпийских играх 1988
Бермуды принимали участие в Летних Олимпийских играх 1988 года в Сеуле (Республика Корея) в одиннадцатый раз за свою историю, но не завоевали ни одной медали. Сборную страны представляла 1 женщина.